# أرتيوم ريبروف
أرتيوم جينادييفيتش ريبروف (بالروسية: Артём Геннадьевич Ребров) هو لاعب كرة قدم روسي في مركز حراسة المرمى ولد في يوم 4 مارس 1984 في مدينة موسكو في الاتحاد السوفيتي، يلعب حالياً مع نادي سبارتاك موسكو وسبق له اللعب مع نادي دينامو موسكو وساتورن رامنسكوي وأفانغارد كورسك وتوم تومسك وشينيك ياروسلافل، لعب مع منتخب روسيا لكرة القدم في سنة 2015 ويبلغ طوله 193 سم.

## وصلات خارجية
- أرتيوم ريبروف على موقع قاعدة بيانات كرة القدم.إي يو (الإنجليزية)
- أرتيوم ريبروف على موقع ناشيونال فوتبول تيمز (الإنجليزية)
- أرتيوم ريبروف على موقع Soccerway.com (الإنجليزية)
- أرتيوم ريبروف على موقع AS.com (الإسبانية)